# Isopedella saundersi
Isopedella saundersi là một loài nhện trong họ Sparassidae.
Loài này thuộc chi Isopedella. Isopedella saundersi được Henry Roughton Hogg miêu tả năm 1903.